# Angelina Abad Cantavella
Angelina Abad Cantavella (Vila-real, Plana Baixa, desembre de 1893 - febrer de 1965), també coneguda com a Celia, fou una mestra i escriptora valenciana, autora d'obres teatrals com El novio de la niña, on presenta una dona que és feliç de servir la seva família i per això acaba aconseguint un bon partit. Defensora del dret a l'educació, instà les seves filles perquè seguissin la carrera de magisteri i ensenyessin en cases particulars o escoles rurals.
De profunda religiositat, escrigué Dos madres o dignidad de la madre cristiana i El rosario en familia. Destaca la seva obra poètica, publicada en diverses revistes de l'època, entre elles l'Heraldo de Castellón. Sonets, octaves, dècimes són algunes de les formes poètiques que conreà en poesia. La influència de Gustavo Adolfo Bécquer, de fray Luis de León o santa Teresa de Jesús són constants en la seua obra poètica., predominantment intimista.
Malgrat la seva ideologia conservadora, defensà sempre el dret de la dona a escollir el seu destí, i a poder escriure en públic sense ser criticada o al treball remunerat fora de casa. Ella mateixa col·laborà com a auxiliar administrativa en els arxius locals.